# Julio Urías
Julio César Urías Acosta (Culiacán, Sinaloa, México; 12 de agosto de 1996) es un lanzador zurdo mexicano de béisbol profesional.
Los Dodgers lo firmaron en 2012, e hizo su debut en Grandes Ligas en 2016. En 2020 cerró el juego de la victoria de la Serie Mundial ante Tampa Bay Rays, concediéndole a los Dodgers el campeonato después de 32 años. Fue el último pitcher en ganar 20 juegos en la temporada 2021 y campeón en carreras limpias en la temporada 2022 lo que le valió estar en la terna final para el premio Cy Young.
Urias forma parte del roster que representará a México en el Clásico Mundial de Beisbol 2023.

## Primeros años
Es hijo de Carlos Urías y Juana Isabel Acosta, tiene un hermano Carlos Alberto y una hermana Alexia. Criado en el entorno de "La Higuerita", una localidad cercana a Culiacán. Desde temprana edad, el deporte se convirtió en su pasión, y lo que comenzó como una actividad lúdica junto a sus hermanos, evolucionó en una extraordinaria habilidad para el béisbol. A pesar de una discapacidad en su ojo, Julio descubrió su asombroso talento para lanzar la pelota con una zurda imparable. Julio Urías de la mano de su padre (que además fue su manager) desde temprana edad, se unió a la Liga Infantil de Béisbol Culiacán Recursos en donde comenzó su historia dentro del diamante. Jugó con el equipo nacional de México cuando era joven, y se unió a ellos en viajes por carretera desde la edad de 10 años. A los 14 años, Urías conoció al buscador de talentos de los Dodgers de Los Ángeles Mike Brito, quien a fines de la década de 1970 descubrió a Fernando Valenzuela. En junio de 2012, los Dodgers descubrieron a Urías, de 15 años, en un escaparate en Oaxaca, en el mismo viaje de reconocimiento en México en el que firmaron a Yasiel Puig. Los Dodgers lo firmaron el 12 de agosto, en su cumpleaños número 16. Los Dodgers pagaron una tarifa de firma de $450,000 dólares, la mayoría de los cuales fueron a los Diablos Rojos del México de la Liga Mexicana de Béisbol.

## Ligas Menores
Hizo su debut profesional el 25 de mayo de 2013 para los Great Lakes Loons en la Liga del Medio Oeste como el jugador más joven de la liga, ponchando a seis bateadores en tres entradas cerradas. Hizo un total de 18 aperturas y terminó la temporada 2-0 con una efectividad de 2.48, registrando 67 ponches en 54.1 entradas. Pasó el 2014 con el Rancho Cucamonga Quakes de la Liga de California. En 25 apariciones (20 de las cuales fueron aperturas), tuvo un récord de 2-2 con una efectividad de 2.36. Ponchó a 109 bateadores mientras caminaba solo 37.

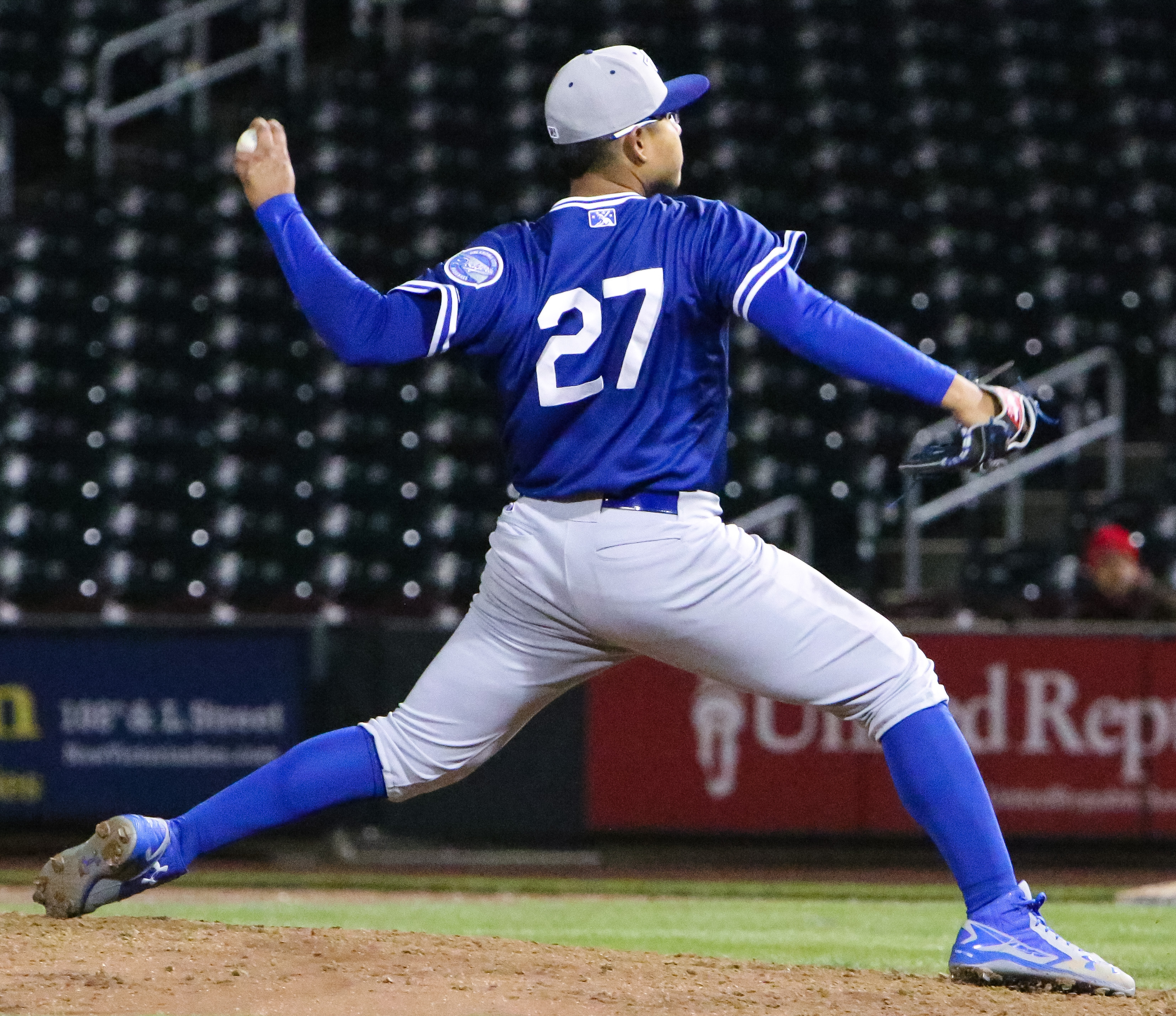
Urías lanzando para Oklahoma City Dodgers en 2016

Urías fue seleccionado para jugar para el equipo mundial en el Juego de Futuros All-Star 2014 y fue seleccionado como el "Lanzador de la Liga Menor" organizacional de los Dodgers para 2014. Recibió una invitación para asistir en 2015 al campo de entrenamiento del equipo de primavera de grandes ligas. Después de lanzar en dos juegos, para un total de dos entradas y una efectividad de 4.50, fue el primero en ser eliminado de la lista y fue reasignado al campo de ligas menores del equipo el 14 de marzo de 2015.
Fue clasificado por MLBpipeline.com como el mejor prospecto de lanzadores zurdos en todo el béisbol que entró en la temporada 2015. MLB.com lo clasificó como el octavo mejor prospecto en béisbol, y Baseball America lo nombró el prospecto número 10 en 2015.
Los Dodgers lo asignaron a los AA Tulsa Drillers de la Liga de Texas para iniciar la Temporada 2015. Tuvo 3-4 con una efectividad de 2.77 en 13 aperturas para Tulsa.
Fue ascendido a los AAA Dodgers de Oklahoma City el 31 de agosto de 2015. Tuvo problemas en su primera acción AAA, permitiendo nueve carreras en 4 1/3 entradas en dos aperturas. También permitió seis carreras, incluyendo un cuadrangular de Grand Slam, en solo una entrada en su primera apertura en los playoffs de la Liga de la Costa del Pacífico. Fue nuevamente invitado a asistir a los entrenamientos de primavera de los Dodgers. Fue asignado a AAA para comenzar la temporada, donde tuvo marca de 4-1 con una efectividad de 1.10 en siete aperturas. También tuvo una racha sin anotaciones de 27 entradas durante el mes de mayo para Oklahoma City.

## Grandes ligas

### Los Angeles Dodgers

#### 2016
Urías fue promovido a Los Ángeles Dodgers para debutar en las Grandes Ligas contra los Mets de Nueva York el 27 de mayo de 2016. Con solo 19 años de edad, fue el lanzador abridor más joven en debutar en las Mayores desde Félix Hernández en la temporada 2005 y el lanzador abridor más joven de los Dodgers que debutará desde los 18 años, Rex Barney, en la temporada de 1943. Tuvo problemas en su debut, que duró solamente 2 2/3 entradas, permitiendo cinco hits, tres carreras y cuatro bases por bolas. Hizo ponches a tres, incluyendo al primer bateador que enfrentó, Curtis Granderson. Fue enviado de nuevo a AAA después del juego. Tres días después, regresó a la lista activa después de que el abridor Alex Wood entró en la lista de lesionados. Hizo su segunda apertura el 2 de junio contra los Cachorros de Chicago. En 5 entradas lanzadas, permitió 6 carreras (5 limpias), que incluyeron 3 jonrones. Permitió 8 hits y ponchó a 4. Recogió su primera victoria en Grandes Ligas, contra los Cerveceros de Milwaukee, el 28 de junio de 2016, cuando permitió dos carreras y dos hits en seis entradas. Fue el primer lanzador adolescente de los Dodgers en lanzar 100 lanzamientos en un juego desde Joe Moeller en 1962. Lanzó en 18 partidos para los Dodgers, abriendo 15 con efectividad de 3.39, 84 ponches y 31 bases por bolas.

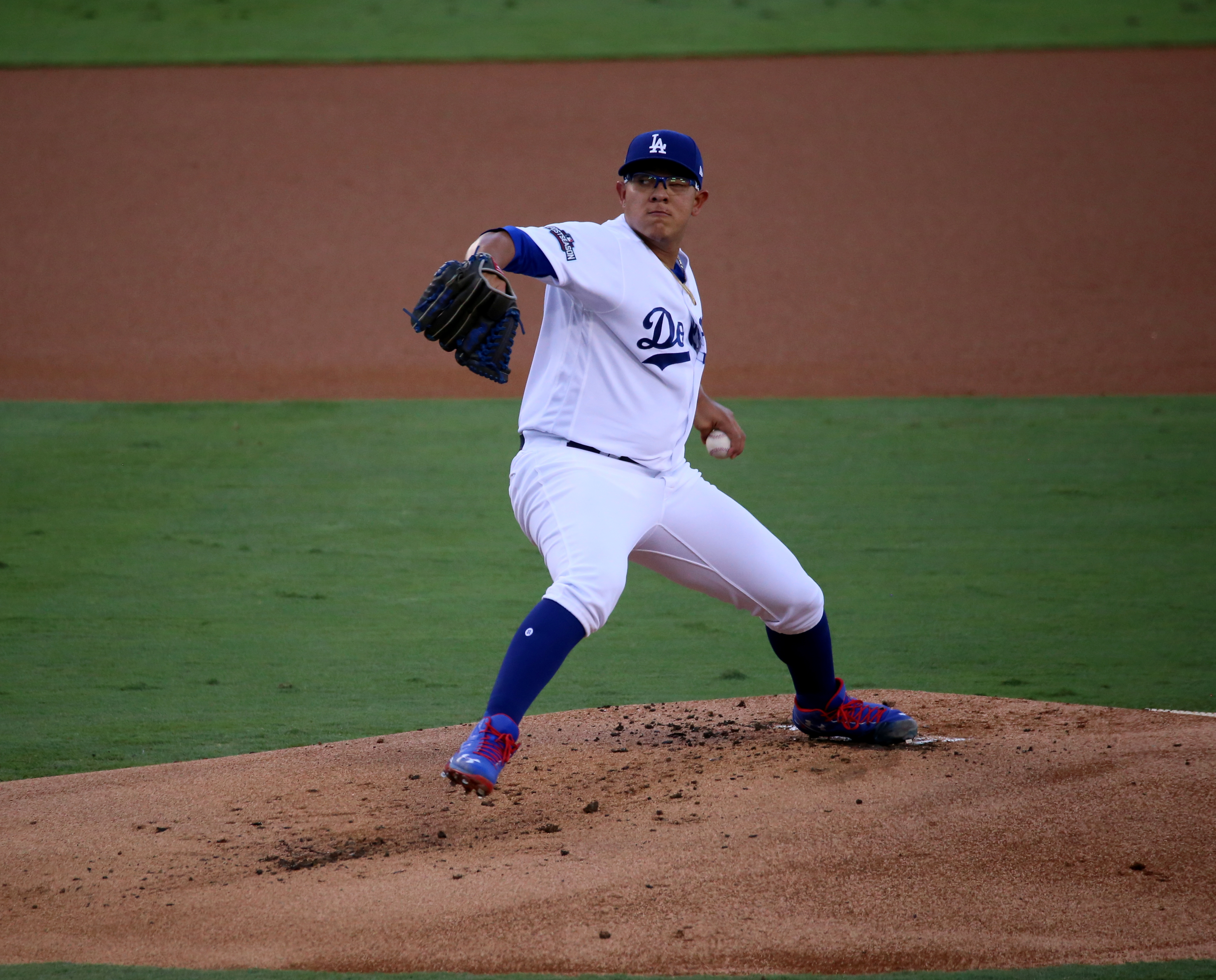
Urías lanzando en el juego cuatro de la Serie de Campeonato de la Liga Nacional en 2016.

Lanzó dos entradas de relevo en el juego cinco de la Serie de la División de la Liga Nacional 2016, obteniendo la victoria. A los 20 años, se convirtió en el lanzador más joven de los Dodgers en lanzar en la postemporada. Tenía dos semanas menos que Don Drysdale en el juego cuatro de la Serie Mundial de 1956. También fue el cuarto lanzador más joven en la historia de postemporada de MLB, detrás de Ken Brett (Serie Mundial de 1967), Bert Blyleven (1970 ALCS) y Don Gullett (1970 NLCS y 1970 Serie Mundial). Se convirtió en el lanzador más joven en comenzar un juego de postemporada cuando comenzó el juego cuatro de la Serie de Campeonato de la Liga Nacional 2016. Permitió cuatro carreras en solamente 3 2/3 entradas en el juego.

#### 2017
Los Dodgers eligieron mantener a Urías en el entrenamiento extendido de primavera en lugar de tenerlo en la lista del primer día para comenzar el 2017, con el objetivo de limitar sus entradas para que pueda lanzar más al final de la temporada. Se reincorporó a la rotación de inicio de Grandes Ligas el 27 de abril. Hizo cinco aperturas para los Dodgers y tuvo una marca de 0-2 con una efectividad de 5.40. Fue reincorporado a las menores el 21 de mayo.
En junio, mientras lanzaba para el Oklahoma City de Triple-A, Urías rasgó su hombro izquierdo terminando su temporada de 2017 y requirió cirugía.

### 2020
Julio, fue el abridor del juego 4 de la Serie Mundial 2020 dejando el diamante antes de la conclusión de la quinta entrada permitiendo 4 hits y con un total de 9 strikeouts. El 27 de octubre de 2020, Urías cerró el juego 6 de la serie en contra de Tampa Bay Rays, ingresando en lugar de Brusdar Graterol en la séptima baja en un duelo donde no permitió ningún hit y propinó un total de 4 strikeouts (ponches), haciendo el último out de la temporada, anotándose el salvamento y dándole el campeonato a Los Angeles Dodgers de la Serie Mundial tras 32 largos años de espera.

### 2021
Para la temporada del 2021, Urías acordó con los Dodgers un contrato de un año por 3.6 millones de dólares evitando un arbitraje judicial.
En esta temporada se le asignó un lugar en la rotación de pitchers abridores. El 2 de octubre de 2021, Urías logró su victoria número 20 de la temporada, lanzando 6 1/3 entradas con una 1 carrera limpia en contra de los Milwaukee Brewers ponchando a 7 bateadores en el proceso. Así, Urías se convirtió en el primer lanzador de la Liga Nacional desde Max Scherzer en 2016 en acumular 20 victorias en una temporada. Terminó su campaña del 2021 con 32 juegos iniciados, lanzando 185 2/3 entradas con 195 ponches, una efectividad de 2.96 y un récord de 20-3, el único pitcher de grandes ligas en alcanzar la cifra mágica de 20 triunfos en 2021. Julio es el primer pitcher de los Dodgers que alcanza la cifra mágica de los 20 triunfos en los últimos siete años, después de que Clayton Kershaw concluyera con 21 en 2014. Con este triunfo Urías pone su nombre con los de Fernando Valenzuela (21-11 en 1986), Teodoro Higuera (20-11 en 1986) y Esteban Loaiza (21-9 en 2003) pitchers mexicanos que alcanzaron las 20 victorias en una temporada además de ser el más joven en alcanzar la hazaña con 25 años y 51 días.

### 2022
Julio Urías es el primer lanzador mexicano que logra el campeonato de efectividad en las Grandes Ligas al liderar la Liga Nacional.El 14 de diciembre de 2022, Julio Urías Acosta fue destacado en el ámbito deportivo durante la XIV Entrega de Reconocimientos a los Sinaloenses Ejemplares en el Mundo. Su excepcional contribución al deporte, evaluada entre más de 4 mil propuestas ciudadanas, resalta su sobresaliente trayectoria a nivel nacional e internacional. El reconocimiento, otorgado por el Gobernador Rubén Rocha Moya, subraya su papel como embajador deportivo de Sinaloa. La propuesta del mandatario de convocar a los galardonados para asesorar en el desarrollo del estado destaca la importancia de su experiencia y conocimientos en el progreso de la región.

### 2023
En este año Julio Urias fue apartado del baseball debido a un arresto por violencia doméstica en Los Ángeles.

## Estilo de pitcheo
El primer lanzamiento de Urías es una bola rápida con una velocidad típica entre 90 y 95 millas por hora, alcanzando un máximo de 97. También lanza un cambio de baja de los 80, una curva y un control deslizante. Su bola curva inicialmente tenía un movimiento principalmente horizontal, que se asemejaba a un slurve. Durante la temporada 2016, modificó su agarre para agregar movimiento vertical. Comenzó a usar el control deslizante en 2015. Urías también es conocido por su movimiento de pickoff, liderando las ligas mayores en su temporada de novato con seis pickoffs.

## Vida personal
Urías se sometió a tres cirugías en su ojo izquierdo durante su juventud para extirpar una masa benigna. Como resultado, su ojo izquierdo está casi cerrado, pero puede ver a través de él. Cuando se le preguntó sobre su condición ocular, Urías, un devoto católico, dijo: "Así es como funciona Dios. Me dio un ojo izquierdo malo pero un brazo izquierdo bueno". El 19 de mayo de 2015, Urías se sometió a una cirugía electiva para corregir la afección.

### Arrestos por violencia familiar
En mayo de 2019, Urías fue arrestado por violencia doméstica. El fiscal de la Ciudad de Los Ángeles Mike Feuer postergó el procesamiento de Urías con la condición de que éste comparezca en una vista, no cometa actos de violencia contra nadie y complete en persona un programa de asesoramiento sobre violencia doméstica de 52 semanas.
El 3 de septiembre de 2023, Urías fue detenido por delito mayor de violencia doméstica, a raíz de un incidente en un partido de fútbol del LAFC al que asistió. Un testigo observó a Urias mientras agredía a una mujer en los alrededores del Estadio BMO y notificó el hecho a la policía. Fue detenido sin que se registraran incidentes, procesado y puesto en libertad tras pagar una fianza. El 6 de septiembre, las Grandes Ligas de Béisbol suspendieron administrativamente a Urias mientras investigaban el incidente.En septiembre de 2024, Benjamín Gil, manager de la Selección Mexicana de Beisbol, anunció que Urías no sería considerado para jugar con el representativo nacional en futuras competencias.